# Katrin Krabbe
Katrin Krabbe-Zimmermann  (n. 22 noiembrie 1969, Neubrandenburg, Republica Democrată Germană, Germania) a fost una dintre cele mai bune atlete germane specializate la alergări pe distanță scurtă: a câștigat medalii de aur la Campionatul European din 1990 și la Campionatul Mondial din 1991. După scandalul prin care a fost învinuită de doping, i s-a interzis participarea la competiții sportive. În cele din urmă a reușit să-și dovedească nevinovăția, primind de la Federația Internațională de Atletism o despăgubire.

## Realizări
| An                                       | Competiție                               | Locație                                  | Loc                                      | Eveniment                                | Note                                     |
| Reprezentând Republica Democrată Germană | Reprezentând Republica Democrată Germană | Reprezentând Republica Democrată Germană | Reprezentând Republica Democrată Germană | Reprezentând Republica Democrată Germană | Reprezentând Republica Democrată Germană |
| ---------------------------------------- | ---------------------------------------- | ---------------------------------------- | ---------------------------------------- | ---------------------------------------- | ---------------------------------------- |
| 1986                                     | Campionatul Mondial de Juniori           | Atena, Grecia                            | 4                                        | 100 m                                    | 11,49                                    |
| 1986                                     | Campionatul Mondial de Juniori           | Atena, Grecia                            | 3                                        | 200 m                                    | 23,31                                    |
| 1986                                     | Campionatul Mondial de Juniori           | Atena, Grecia                            | 2                                        | 4 × 100 m                                | 43,97                                    |
| 1987                                     | Campionatul European de Juniori          | Birmingham, Marea Britanie               | 1                                        | 4 × 100 m                                | 44,62                                    |
| 1988                                     | Campionatul Mondial de Juniori           | Greater Sudbury, Canada                  | 2                                        | 100 m                                    | 11,23                                    |
| 1988                                     | Campionatul Mondial de Juniori           | Greater Sudbury, Canada                  | 1                                        | 200 m                                    | 22,34                                    |
| 1988                                     | Campionatul Mondial de Juniori           | Greater Sudbury, Canada                  | 1                                        | 4 × 100 m                                | 43,48                                    |
| 1988                                     | Jocurile Olimpice                        | Seul, Coreea de Sud                      | 10                                       | 200 m                                    | 22,59                                    |
| 1990                                     | Campionatul European                     | Split, Iugoslavia                        | 1                                        | 100 m                                    | 10,89                                    |
| 1990                                     | Campionatul European                     | Split, Iugoslavia                        | 1                                        | 200 m                                    | 21,95                                    |
| 1990                                     | Campionatul European                     | Split, Iugoslavia                        | 1                                        | 4 × 100 m                                | 41,68                                    |
| Reprezentând Germania                    |                                          |                                          |                                          |                                          |                                          |
| 1991                                     | Campionatul Mondial în sală              | Sevilla, Spania                          | 6                                        | 60 m                                     | 7,20                                     |
| 1991                                     | Campionatul Mondial                      | Tokio, Japonia                           | 1                                        | 100 m                                    | 10,99                                    |
| 1991                                     | Campionatul Mondial                      | Tokio, Japonia                           | 1                                        | 200 m                                    | 22,09                                    |
| 1991                                     | Campionatul Mondial                      | Tokio, Japonia                           | 3                                        | 4 × 100 m                                | 42,33                                    |
| 1991                                     | Campionatul Mondial                      | Tokio, Japonia                           | 3                                        | 4 × 400 m                                | 3:21,25                                  |

## Recorduri personale
| Probă         | Performanță | Dată              | Locație  |
| ------------- | ----------- | ----------------- | -------- |
| 100 m         | 10,89 s     | 20 iulie 1988     | Berlin   |
| 200 m         | 21,95 s     | 30 august 1990    | Split    |
| 60 m în sală  | 7,06 s      | 17 februarie 1991 | Dortmund |
| 200 m în sală | 23,02 s     | 4 septembrie 1990 | München  |